# Scleractinia
Scleractinia, koji se nazivaju i kameni korali ili tvrdi korali, morske su životinje razdela Cnidaria koje same grade čvrst skelet. Pojedinačne životinje su poznate kao polipi i imaju cilindrično telo krunisano oralnim diskom u kome su usta obrubljena pipcima. Iako su neke vrste usamljeničke, većina je kolonijalna. Osnovni polip se slegne i počinje da luči kalcijum karbonat kako bi zaštitio svoje meko telo. Usamljenički korali mogu imati i do 25 cm (10 in) u prečniku, dok kod kolonijalnih vrsta polipi su obično samo nekoliko milimetara u prečniku. Ovi polipi se razmnožavaju aseksualno pupanjem, ali ostaju vezani jedan za drugi, formirajući koloniju više polipa klonova sa zajedničkim skeletom, koji može biti do nekoliko metara u prečniku ili visini u zavisnosti od vrste.

## Spoljašnje veze
- Mediji vezani za članak Scleractinia na Vikimedijinoj ostavi
- Tree of Life – zoantharia